# 加納輝石

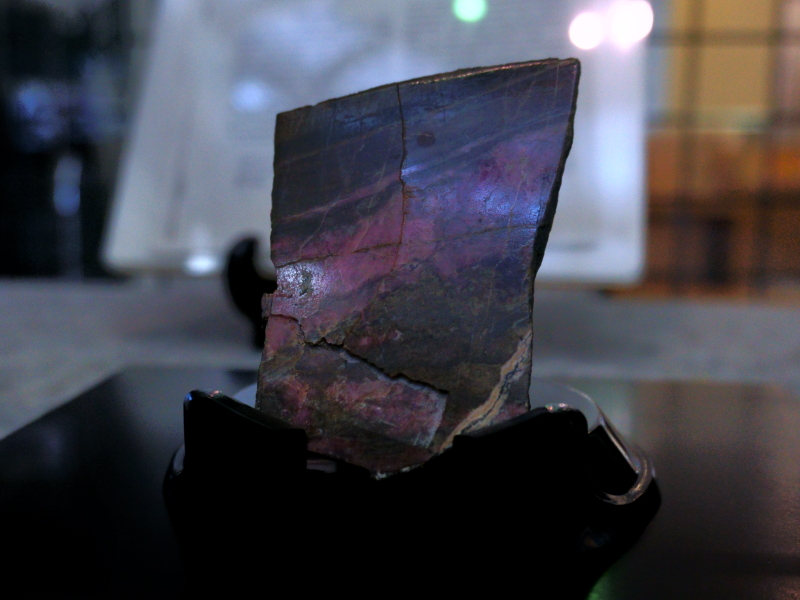
加納輝石（秋田大学附属鉱業博物館にて）

加納輝石（かのうきせき、Kanoite）とは、鉱物（珪酸塩鉱物）の一種で、単斜輝石のグループに属する。化学組成は(Mn2+, Mg)2Si2O6またはMnMgSi2O6。1977年、小林英夫（島根大学）によって北海道熊石町館平（現・八雲町）から記載され、秋田大学の岩石学者、加納博に因んで命名された。
模式地においては、園石・テフロ石と、角閃石・パイロクスマンガン石の層に挟まれた、ピンク色を帯びた薄い褐色の薄い層として産出し、顕微鏡下で小さな結晶が認められる。モース硬度6、比重3.66、単斜晶系。
MnMgSi2O6で構成される物質はMgSiO3-MnSiO3系の合成実験において先に知られており、加納輝石としての発見により天然で存在することが判明した。加納輝石の結晶構造は合成物を基に解析されている。マグネシウムが増えると、加納輝石と共に(Mg,Mn)MgSi2O6が生じる。この物質は1984年にアメリカ合衆国で発見され、ドンピーコー輝石（Donpeacorite）と命名された。ドンピーコー輝石は1986年には加納輝石の原産地である館平からも発見されている。